# Ferrandaise
Vous lisez un « bon article » labellisé en 2011.
La ferrandaise est une race bovine française originaire de la chaîne des Puys, dans le sud-ouest du Puy-de-Dôme, et qui doit son nom à la ville de Clermont-Ferrand en Auvergne. C'est une vache barrée, braignée ou poudrée noir/ou/rouge qui a une grande variété de motifs de coloration. Autrefois utilisée indifféremment pour le travail, le lait et la viande, elle a conservé cette mixité et est aussi bien utilisée comme vache laitière que comme vache allaitante de nos jours. Au début du XXe siècle, elle était avec la salers la principale productrice de lait destiné à confectionner les fromages d'Auvergne bénéficiant aujourd'hui d'une AOC. Elle se caractérise aussi par sa rusticité et son adaptation à l'élevage en montagne.
Largement majoritaire dans sa région d'origine au XIXe siècle et au début du XXe siècle, elle a failli disparaître, remplacée par des races spécialisées. Elle bénéficie toutefois d'un regain d'intérêt depuis la fin des années 1970. Grâce à d'importants efforts ses effectifs ont pu ré-augmenter, et elle semble désormais en bonne voie de sauvegarde. Elle a d'ailleurs fait son retour dans les manifestations agricoles locales, mais aussi nationales comme le salon de l'agriculture et le sommet de l'élevage. En 2010, 238 éleveurs détiennent 966 vaches adultes.
La vache mesure 135 à 140 cm, pour un poids de 600 à 800 kg. Le taureau lui mesure 145 cm, pour un poids de 900 à 1 100 kg.

## Origine

### La race du Puy-de-Dôme

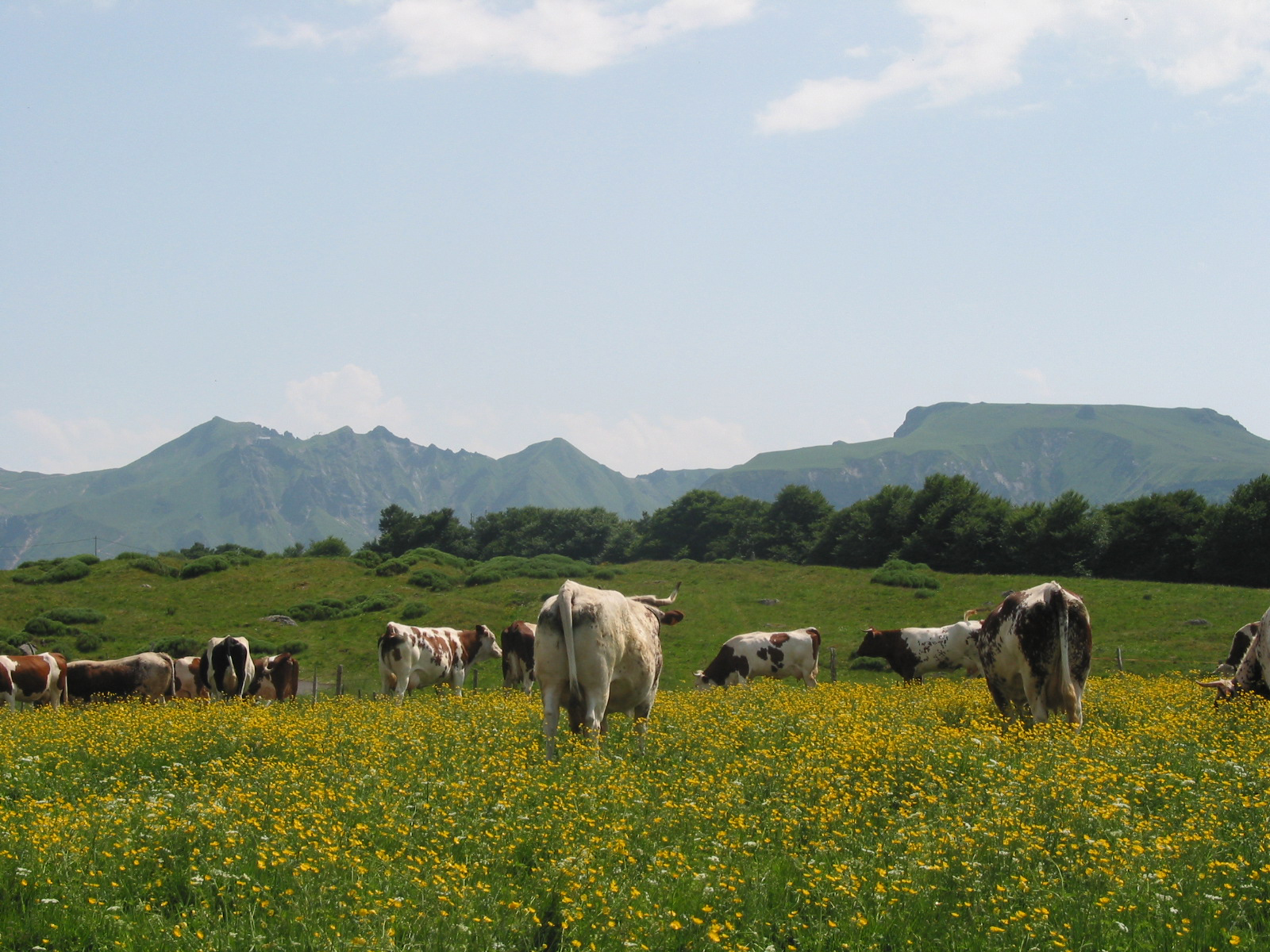
Troupeau de ferrandaises avec le massif du Sancy en fond.

La ferrandaise est une race originaire du Puy-de-Dôme et qui s'est répandue en Auvergne. Bien que certaines sources citent une race « auvergnate » peuplant les monts d'Auvergne au XVIe siècle, il semble qu'elle se soit formée au XIXe siècle. Ainsi en 1860, elle est décrite dans La Connaissance du bœuf par Moll et Gayot comme une « race de trait, lourde dans les parties antérieures et comparativement mince à l'arrière, avec beaucoup de force dans la tête et dans le cou, une ossature très développée et une membrure faite pour la fatigue ». Ses caractéristiques laissent à penser qu'elle serait issue d'un métissage de races, comportant des similitudes avec d'autres races de la région, mais également avec des races du rameau jurassique :
- elle a la peau claire et la couleur pie rouge de la montbéliarde ;
- elle a les cornes en lyre de la salers, et une forte proximité géographique avec cette race ;
- chez certains individus, la robe, dite « bregniée », est mouchetée, laissant la ligne dorsale blanche, avec deux traits rouges au-dessus des yeux[1]. C'est une caractéristique que l'on retrouve sur la vosgienne.

La présence de bovins à la robe pie rouge ou pie noir est attestée depuis très longtemps dans les zones montagneuses au sud-ouest de Clermont-Ferrand. Toutefois, ce n'est qu'au XIXe siècle que ces animaux sont peu à peu regroupés sous la dénomination de ferrandaise et que cette race est pour la première fois décrite. On doit une de ces premières descriptions à l'abbé de Pradt qui tente de croiser ce bovin « de la Limagne » comme il la présente à des animaux fribourgeois, mais sans suite. Elle apparaît dans les concours régionaux à partir de 1863 et dispose de sa catégorie spéciale, de même que la salers. En 1895, elle n'a pas de catégorie spéciale et est classée parmi les races diverses françaises. En cette fin de XIXe siècle, les effectifs atteignent environ 150 000 animaux et la race est en plein essor. Si l'appellation de ferrandaise se développe petit à petit, elle reste connue en Auvergne comme la « race de Rochefort », la « race de Latour », la « race de Pierre sur Haute », la « race de Limagne », la « forézienne » la « ferrande » ou la « ferrandine » suivant les secteurs,.

### Reconnaissance tardive et apogée de la race
La race a mis du temps à trouver une reconnaissance officielle, certainement à cause du manque d'uniformité de sa robe, la tendance penchant alors pour une robe uniforme commune à tous les animaux de la race. Un grand pas est tout de même franchi en 1899 au cours du congrès des Sociétés Agricoles du Puy de Dôme, quand des dispositions sont prises en vue de la création prochaine du herd-book de la race, déclarant notamment que seule la robe de type barrée et pie rouge était admise. Cette tentative d'uniformisation de la race se révèlera par la suite un échec. La création finale du livre généalogique date de 1905. La race gagne alors en reconnaissance, et en 1902 a lieu son premier concours spécial, qui sera ensuite reconduit tous les ans, et organisé alternativement dans les arrondissements d'Ambert et de Clermont-Ferrand. En 1906, une section spéciale ferrandaise est créée au concours agricole de Paris. En 1907, on recense environ 150 000 animaux ferrandais, dont 120 000 pour le seul département du Puy-de-Dôme. C'est cette vache qui alimente la ville de Clermont en lait, puisque 18 000 des 22 000 litres de lait consommés dans la ville sont issus de bétail ferrandais. Entre les deux guerres, la ferrandaise semble à son apogée, avec 80 000 vaches reproductrices, et peut-être jusqu'à 200 000 animaux. Les animaux ne correspondant pas parfaitement aux critères de la race sont exportés en dehors du berceau, bénéficiant de la reconnaissance de la race au-delà même du Puy-de-Dôme. En 1945 il y avait 110 syndicats de l'élevage de la race. Malgré tout, la ferrandaise reste en Auvergne bien en retrait de la salers, réputée pour une production laitière et une conformation supérieures.

### Déclin, puis récent renouveau

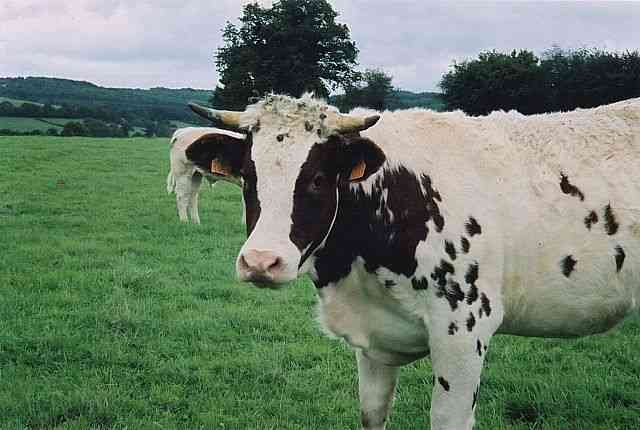
Vache ferrandaise

À la sortie de la guerre, la race a beaucoup souffert, mais compte encore plusieurs milliers de représentants. Dans les années 1950, elle se trouve concurrencée par les races plus productives comme la Prim'Holstein pour le lait, les croisements de charolais pour la viande et des apports de sang des races montbéliarde et salers, sont faits à partir des années 1960. En effet, ces races deviennent de plus en plus populaires dans le Puy-de-Dôme et supplantent la race d'origine. Leur arrivée n'est pas nouvelle dans le département, mais elles n'avaient auparavant pas autant inquiété les effectifs de race ferrandaise. Ainsi, dès les années 1860-1870, la salers commence à gagner du terrain au sud du département, à la limite avec le Cantal où elle est très populaire. Au début du XXe siècle, des éleveurs auvergnats amènent des animaux ferrandais dans l'est de la France et rapportent des montbéliardes, bien meilleures laitières et également rustiques. Par ailleurs, la loi sur l'élevage de 1960 cherche à mettre l'accent sur quelques races, et la ferrandaise n'est pas admise pour être utilisée en insémination artificielle. De plus, les tracteurs se développent dans les campagnes et remplacent peu à peu les bovins pour les tractions, les races de trait comme la ferrandaise perdent leur intérêt dans ce domaine. Pour toutes ces raisons, les effectifs décroissent assez rapidement et en 1962 on ne recense plus que 42 800 bovins. Dans les années 1970-1980 la race a presque disparu et ne compte plus que 150 vaches.
La race connaît depuis une trentaine d'années un certain renouveau, grâce à la volonté d'une poignée d'éleveurs et au soutien de l'institut de l'élevage qui commence à s'intéresser aux races bovines à très faibles effectifs, qui ont une valeur patrimoniale, mais également vis-à-vis de la biodiversité. Ces éleveurs se sont organisés pour former en 1977 l'« Association de sauvegarde de la race bovine ferrandaise » qui vise principalement à augmenter les effectifs, tout en conservant une bonne diversité génétique. Ces efforts de conservation ont permis de passer de 200 femelles reproductrices en 1990 à 900 en 2004. De même, pendant cette période, le nombre d'éleveurs est passé de 39 à 162. En 2015, on compte 2 442 femelles, dont 1 672 vaches de plus de 2 ans, détenues par 336 éleveurs (compte rendu de l’assemblée générale de l’association de la Ferrandaise à Saint-Hilaire-la-Croix le 30 octobre 2016), et la race, si elle n'est pas sauvée, semble tout du moins en bonne voie de sauvegarde. 2 391 femelles de race ferrandaise sont inventoriées en 2020, 3 998 en 2023.

## Description

### Morphologie

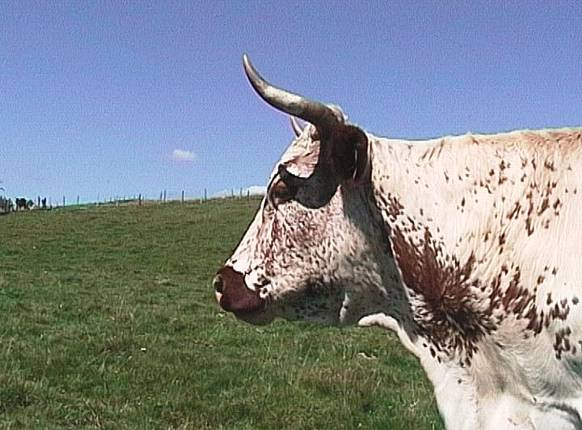
Les cornes en lyre de la ferrandaise rappellent celles de la salers.

La ferrandaise est une vache de taille moyenne, avec une hauteur au garrot de 1,38 m pour un poids moyen de 650 kg. Elle a une allure élégante et robuste avec une tête expressive. Sa ligne dorsale concave et le train arrière plus haut qu'à l'avant sont typiques de la race. Les muqueuses sont claires. Les cornes sont en forme de lyre basse, avec une extrémité noire légèrement relevée. Le chanfrein est droit et le front court et large. Le dos est large et rectiligne, avec l'arrière train légèrement surélevé. La poitrine est profonde et les côtes sont arquées. Ses membres sont courts et solides.

### Coloration de la robe
La robe est pie rouge, mais la robe pie noire est acceptée par le standard. Celle-ci était visible autrefois dans un rameau de cette race, la « Noire de Laqueuille ». Trois types de robes sont visibles chez cette race :
- la robe barrée : elle comporte de grandes taches irrégulières, à la manière de la montbéliarde. La tête de l'animal est rouge et son front est marqué d'une tache blanche de forme plus ou moins triangulaire ;
- la robe bregniée : dans ce cas les flancs sont plus ou moins mouchetés de rouge (ou de noir) et la ligne du dos est blanche, et la tête est blanche mais légèrement mouchetée, surtout au niveau des joues et au-dessus des yeux. Ce motif de coloration rappelle celui de la vosgienne ;
- la robe poudrée : elle est très majoritairement blanche, avec quelques points colorés au niveau des flancs, du bas des pattes et des joues[14].

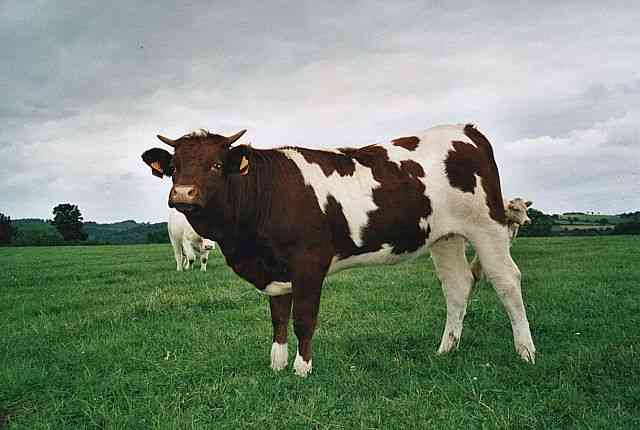
Robe barrée
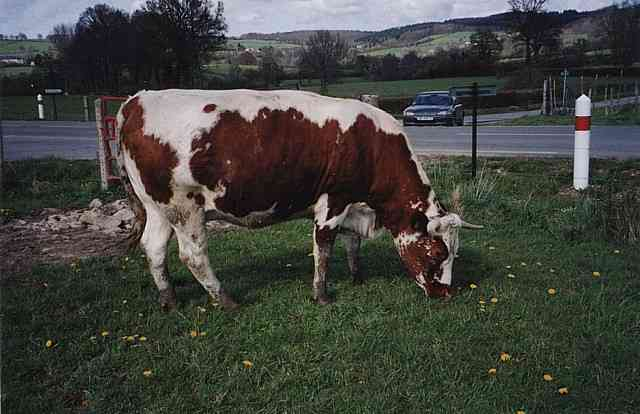
Robe bregniée
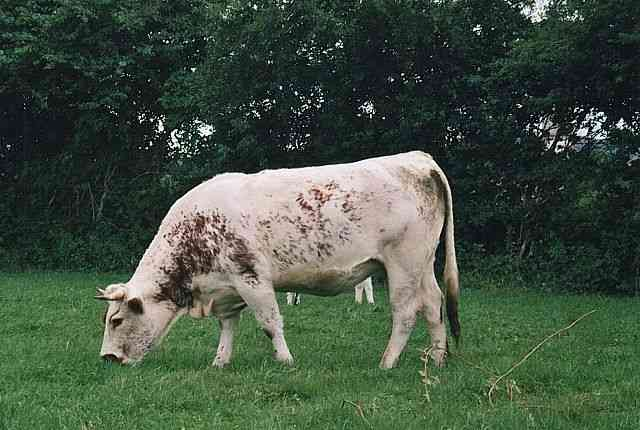
Robe poudrée

Le poil n'est pas identique chez tous les animaux, pouvant être ras ou bouclé, et d'une longueur variable.

## Aptitudes
C'est une race classée mixte, qui est encore aujourd'hui utilisée comme vache laitière ou vache allaitante selon les élevages, et qui a été longtemps utilisée comme animal de trait, se montrant bien adaptée pour cet usage. Elle était beaucoup utilisée pour les travaux des champs dans la plaine de la Limagne.

### Production de lait

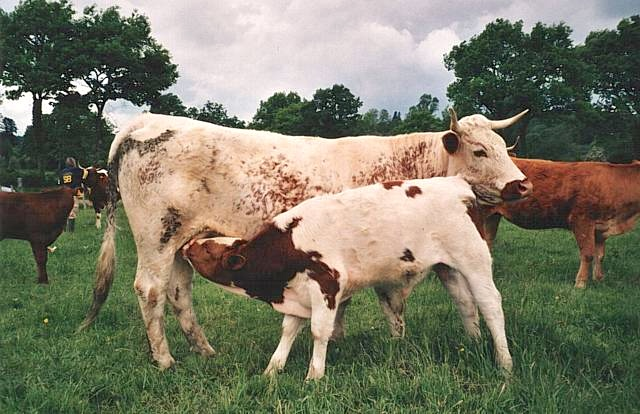
Vache ferrandaise faisant téter son veau.

Son lait est riche et sert notamment à la fabrication des fromages. Il a d'ailleurs été à l'origine de nombreux fromages d'Auvergne comme la fourme de Montbrison, la fourme d'Ambert, le bleu de Laqueuille, la fourme de Rochefort et le saint-nectaire. Les résultats des 73 animaux en contrôle laitier en 2006 ont été de 3 100 kg de lait, avec un taux protéique de 31,7 g/L et un taux butyreux de 37,5 g/L, ce qui reste modeste en comparaison des races laitières spécialisées. On peut toutefois observer des lactations atteignant jusqu'à 6 000 litres, et il ne faut pas oublier que c'est une vache de montagne conduite dans des conditions parfois difficiles. Contrairement à la salers, elle présente l'avantage de pouvoir être traite sans la présence du veau.

### Production de viande
Le gène culard est présent dans la race, chez environ un animal sur trois, et permet d'améliorer la conformation des animaux. C'est surtout pour la production de veaux que la ferrandaise se démarque. Ceux-ci profitent de la bonne production laitière des vaches pour afficher une croissance rapide, et leur viande est souvent bien blanche, ou légèrement rosée, la couleur recherchée pour ce type d'animal. De manière plus générale, les animaux ferrandais présentent une croissance rapide, une bonne conformation et une ossature fine qui leur permet d'avoir de très bons rendements en viande. Les vaches de réforme, c'est-à-dire les vaches qui ont fini leur carrière et qui sont engraissées pour être abattues, et les taurillons sont une source d'appoint non négligeable pour les éleveurs, car ils sont mieux valorisés que des animaux laitiers spécialisés par exemple.

### Rusticité
Originaire d'une zone montagneuse au climat parfois difficile, la ferrandaise a développé une certaine rusticité. Elle est bien adaptée à la vie en montagne (élevage de transhumance) et peut être nourrie exclusivement de foin et d'herbe. Elle parvient sans aucun problème à mobiliser ses réserves en cas de sous-alimentation (pendant la période hivernale ou une sècheresse) et reconstruit rapidement ses réserves par la suite. Ses sabots particulièrement durs lui permettent de marcher sur de longues distances et des terrains parfois difficiles, mais aussi de ne pas souffrir de l'hivernage sur sol bétonné. Elle est appréciée pour sa fertilité et sa longévité, des vaches de 20 ans n'étant pas rares dans cette race. Cette caractéristique a facilité le travail de sauvegarde grâce à la présence de vieilles vaches de race pure. Par ailleurs elle vêle très facilement. La ferrandaise a rarement besoin de l'intervention du vétérinaire, limitant les frais pour l'exploitant. On lui reproche parfois son caractère un peu vif.

## Élevage
La plupart des éleveurs qui détiennent des ferrandaises détiennent également des animaux d'autres races et ont donc un troupeau mixte. Seuls 25 % des élevages sont en race pure. Par ailleurs, on peut noter que la plupart des éleveurs détiennent un nombre limité d'animaux, généralement moins de cinq. Les systèmes d'élevage sont assez variés, bien que souvent traditionnels, avec une alimentation principalement à base de foin, et des animaux logés en stabulation entravée. 20 % éleveurs traient leurs animaux, les autres l'utilisant comme une race allaitante. Ils valorisent souvent leur production en vente directe, d'autant plus s'ils sont situés en zone périurbaine.

## Programme de conservation de la race

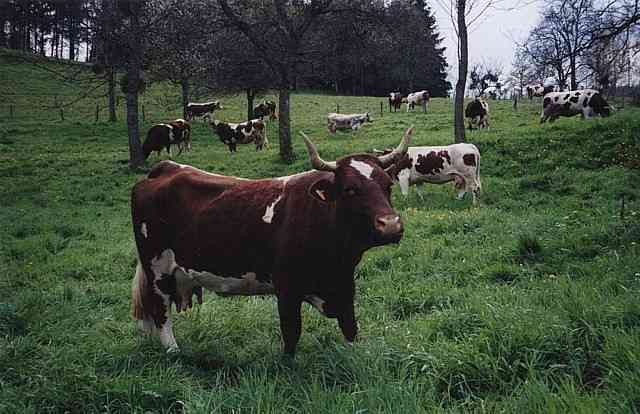
Troupeau de ferrandaises dans le Puy-de-Dôme.

À partir de 1977, l'institut de l'élevage s'intéresse à nouveau aux races locales et entreprend de mettre en place des mesures de sauvegarde pour ces animaux. C'est ainsi qu'il organise conjointement avec le parc naturel régional des Volcans d'Auvergne un recensement des animaux de la race, qui révèle la présence de 300 animaux, dont des vaches parfois très âgées. Grâce à un financement du ministère de l'agriculture et à l'appui de la Commission Nationale d'Amélioration Génétique (CNAG), un plan de sauvegarde a pu être mis en place, géré conjointement par l'institut de l'élevage, le parc naturel régional des volcans d'Auvergne et l'association de sauvegarde de la race bovine ferrandaise, constituée d'éleveurs de la race,. Le premier objectif du plan de sauvegarde est de trouver des taureaux utilisables en insémination artificielle, et présentant une certaine diversité génétique pour éviter la consanguinité. Trois premiers taureaux candidats sont proposés en 1978, mais un seul, « Joli-Cœur », répond aux exigences règlementaires et peut être collecté. « Géranium », un taureau qui lui est apparenté, le rejoint en 1981, puis en 1983 c'est au tour de « Vulcain 2 » et « Pigeon », descendants des taureaux refusés en 1978, de rejoindre le centre d'insémination. Petit à petit, en inséminant des souches maternelles différentes avec ces taureaux, on obtient de nouveaux reproducteurs utilisables en insémination. Ce travail fut difficile car beaucoup de vaches étaient très âgées, et leur nombre est descendu jusqu'à 150. De plus, pendant un temps, il n'y avait qu'un seul mâle disponible en insémination, et on ne pouvait pas l'utiliser sur toutes les vaches sans risque de consanguinité.
Grâce aux mesures prises, il y a en 2010 trente taureaux disponibles au centre d'insémination, les effectifs sont remontés autour de 1 200 vaches, et une soixantaine de taureaux de monte naturelle. La diversité génétique est satisfaisante et le risque de consanguinité s'est éloigné. Depuis 1981, tous les animaux sans exception sont inscrits au livre généalogique de la race, et tous les éleveurs sont fichés et visités régulièrement, quel que soit leur nombre de vaches. Pour tout le travail accompli, l'association s'est vue remettre le 9 juin 2006 le label patrimoine rural par le conseil général du Puy-de-Dôme. La ferrandaise ne dispose pas de son propre organisme de sélection, mais d'un organisme commun à treize races en conservation, regroupant les races armoricaine, béarnaise, bordelaise, bretonne pie noir, aure-et-saint-girons, ferrandaise, froment du Léon, lourdaise, maraîchine, mirandaise, nantaise, saosnoise, villard-de-lans. Sa gestion est confiée à l'institut de l'élevage mais son bureau est constitué d'éleveurs des races concernées. La première action de l'organisme de sélection a été de présenter ces treize races lors du salon de l'agriculture à Paris en 2010.

## Diffusion
La ferrandaise est originaire de la chaîne des Puys, en plein cœur du parc naturel régional des volcans d'Auvergne, au sud-ouest de la ville de Clermont-Ferrand. Plus précisément, on place son berceau dans un triangle entre Laqueuille, Rochefort-Montagne et Gelles. Lors de son apogée à la fin du XIXe siècle, la race était présente sur une zone s'étendant des Monts Dores aux Monts du Forez, débordant même sur les départements de la Corrèze et de la Haute-Loire. La région d'Ambert, dans le Livradois, constituait un centre important d'élevage de la race.
Bien qu'elle reste aujourd'hui associée à ses montagnes d'Auvergne, elle est représentée dans d'autres départements où des éleveurs passionnés l'ont adoptée, et on la trouve dans la Creuse, la Dordogne, la Loire, la Haute-Loire et même jusque dans l'Ariège et la Sarthe.

## La ferrandaise dans la culture
Autrefois intimement associée avec l'élevage dans le Puy-de-Dôme, et à l'origine des fromages comme la fourme d'Ambert ou le Saint-Nectaire, la ferrandaise tente aujourd'hui de retrouver sa place dans la culture de la région. Ainsi, elle était à l'honneur en 2005 à Monestier à l'occasion d'un rassemblement qui a regroupé 62 animaux issus de 16 élevages. Le 25 septembre 2010, une dizaine d'éleveurs rassemblent 36 animaux sur le foirail de Montferrand lors de la fête de la ferrandaise, faisant alors découvrir cette race aux citadins. De la même manière, les éleveurs ont participé aux « Fourmofolies », manifestation organisée tous les deux ans tournant autour de la fourme d'Ambert dans la ville éponyme, et à laquelle 75 animaux ferrandais ont participé en 2009. La race est par ailleurs présente au sommet de l'élevage qui se tient chaque année à Cournon-d'Auvergne depuis sa première édition.
La ferrandaise donne son nom à un restaurant parisien dans la rue de Vaugirard spécialisé dans la viande issue de cette race et qui semble en tirer un certain succès. Il a d'ailleurs été élu « Meilleur Bistrot Parisien » selon les critères du guide Lebey en 2006.

## Voir aussi

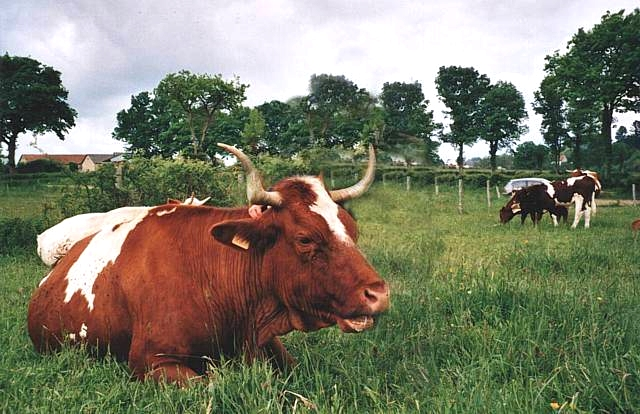